# Elezioni regionali nel Lazio del 2023
Le elezioni regionali nel Lazio del 2023 si sono tenute il 12 e 13 febbraio per l'elezione del Presidente e del Consiglio regionale dell'omonima regione italiana.
I seggi sono stati aperti dalle 7 alle 23 del 12 febbraio e dalle 7 alle 15 del 13 febbraio.
Le votazioni si sono svolte in contemporanea alle elezioni in Lombardia.

## Candidati alla presidenza
- Donatella Bianchi, giornalista e conduttrice televisiva, sostenuta dal Movimento 5 Stelle e dalla lista Polo progressista di sinistra ed ecologista (che include Sinistra Italiana e Coordinamento 2050).[2]
- Alessio D'Amato, assessore regionale uscente alla sanità, sostenuto da una coalizione di centro-sinistra composta da Partito Democratico, Azione - Italia Viva, +Europa - Radicali Italiani - Volt, Democrazia Solidale, Partito Socialista Italiano, Verdi e Sinistra (che include Europa Verde e Possibile) e dalla lista civica D'Amato Presidente.[3][4]
- Sonia Pecorilli, sostenuta dal Partito Comunista Italiano.[5]
- Rosa Rinaldi, sindacalista e politica, sostenuta da Unione Popolare (Democrazia e Autonomia, Potere al Popolo, Rifondazione Comunista e altri partiti della lista).[6]
- Francesco Rocca, ex-presidente della Croce Rossa Italiana, sostenuto da una coalizione di centro-destra composta da Fratelli d'Italia, Lega, Forza Italia, Noi moderati - Rinascimento Sgarbi, Unione di Centro - Verde è Popolare e dalla lista civica Francesco Rocca.[7]

### Presentazione delle candidature
Alessio D'Amato, assessore regionale uscente alla sanità, è il primo ad annunciare ufficialmente la candidatura è giunta il 14 dicembre 2022, in seguito alla decisione della direzione generale del Partito Democratico di convergere sulla sua figura, indicata dal Terzo polo. Il 22 dicembre presenta la sua coalizione, su cui convergono diversi partiti del centro-sinistra.
Il 19 dicembre la coalizione di centro-destra, dopo aver valutato la figura di Fabio Rampelli, indica come proprio candidato il presidente della Croce Rossa Italiana Francesco Rocca (dimessosi in seguito per accettare la candidatura).
Il 27 dicembre 2022 il Movimento 5 Stelle lancia la candidatura della giornalista Donatella Bianchi, che accetta il 12 gennaio successivo. Sulla sua figura convergono anche Sinistra Italiana e Coordinamento 2050, che presentano una lista comune.
La coalizione di sinistra Unione Popolare (Democrazia e Autonomia, Potere al Popolo, Rifondazione Comunista e altri partiti della lista) candida Rosa Rinaldi, sindacalista e già sottosegretaria al lavoro e alla previdenza sociale nel governo Prodi II.
Il Partito Comunista Italiano candida Sonia Pecorilli, infermiera, sindacalista e consigliera comunale di Sermoneta.

### Candidature non ammesse
Il leader del Movimento Più Italia Fabrizio Pignalberi annuncia la candidatura sostenuto dalle liste Quarto Polo e Insieme per il Lazio. In seguito alla decisione della Corte d'Appello di escludere le sue liste per irregolarità nella raccolta firme, Pignalberi si ritira dalla competizione elettorale.

## Sondaggi elettorali
| Data               | Fonte                  | Campione | Francesco Rocca (CDX) | Alessio D'Amato (CSX) | Donatella Bianchi (M5S-SI-C2050) | Rosa Rinaldi (UP) | Sonia Pecorilli (PCI) | Altro                    |
| ------------------ | ---------------------- | -------- | --------------------- | --------------------- | -------------------------------- | ----------------- | --------------------- | ------------------------ |
| 16 novembre 2022   | Izi per Repubblica     | -        | 46,6%                 | 26%                   | 18%                              | -                 | -                     | 9%                       |
| 18 novembre 2022   | Winpoll                | -        | 40,5%                 | 38,2%                 | 12,9%                            | -                 | -                     | 8,4%                     |
| 29 dicembre 2022   | Izi per Repubblica     | -        | 42,6%                 | 34,8%                 | 18,3%                            | -                 | -                     | -                        |
| 12 gennaio 2023    | BiDiMedia              | -        | 45,1%                 | 36%                   | 15,3%                            | 1,5%              | 0,5%                  | 1,6%                     |
| 13-16 gennaio 2023 | Tecné per DIRE         | 1.000    | 46%                   | 35%                   | 16%                              | -                 | -                     | 3%                       |
| 17 gennaio 2023    | Izi per Repubblica     | -        | 41,5%                 | 36,3%                 | 18,9%                            | -                 | -                     | 3,3%                     |
| 19 gennaio 2023    | Tecné per DIRE         | -        | 46%                   | 35%                   | 16%                              | -                 | -                     | 3%                       |
| 20-23 gennaio 2023 | Euromedia per Il Tempo | -        | 44.7%                 | 35.5%                 | 18.0%                            | 1.0%              | 0.3%                  | 0.5% Fabrizio Pignalberi |

## Risultati elettorali

Risultato del voto e distribuzione dei seggi

|                                                                 | Francesco Rocca ✔️ Presidente                                   | 936 388                                                         | 53,89 | Fratelli d'Italia          | 520 731   | 33,63 | 22 |  |  |
| Lega per Salvini Premier                                        | Francesco Rocca ✔️ Presidente                                   | 936 388                                                         | 53,89 | 131 811                    | 8,51      | 3     |    |  |  |
| Forza Italia                                                    | Francesco Rocca ✔️ Presidente                                   | 936 388                                                         | 53,89 | 130 566                    | 8,43      | 3     |    |  |  |
| Lista Civica Francesco Rocca Presidente                         | Francesco Rocca ✔️ Presidente                                   | 936 388                                                         | 53,89 | 31 452                     | 2,03      | 1     |    |  |  |
| Unione di Centro - Verde è Popolare                             | Francesco Rocca ✔️ Presidente                                   | 936 388                                                         | 53,89 | 25 000                     | 1,61      | 1     |    |  |  |
| Noi moderati - Rinascimento Sgarbi                              | Francesco Rocca ✔️ Presidente                                   | 936 388                                                         | 53,89 | 17 406                     | 1,12      | –     |    |  |  |
|                                                                 | Alessio D'Amato                                                 | 581 974                                                         | 33,49 | Partito Democratico        | 313 658   | 20,26 | 10 |  |  |
| Azione - Italia Viva                                            | Alessio D'Amato                                                 | 581 974                                                         | 33,49 | 75 306                     | 4,86      | 2     |    |  |  |
| Lista Civica D'Amato Presidente                                 | Alessio D'Amato                                                 | 581 974                                                         | 33,49 | 47 194                     | 3,05      | 1     |    |  |  |
| Verdi e Sinistra - Europa Verde - Possibile                     | Alessio D'Amato                                                 | 581 974                                                         | 33,49 | 42 330                     | 2,73      | 1     |    |  |  |
| Democrazia Solidale                                             | Alessio D'Amato                                                 | 581 974                                                         | 33,49 | 18 417                     | 1,19      | –     |    |  |  |
| +Europa - Radicali Italiani - Volt                              | Alessio D'Amato                                                 | 581 974                                                         | 33,49 | 14 870                     | 0,96      | –     |    |  |  |
| Partito Socialista Italiano                                     | Alessio D'Amato                                                 | 581 974                                                         | 33,49 | 7 986                      | 0,52      | –     |    |  |  |
| Seggio assegnato al candidato presidente classificatosi secondo | Seggio assegnato al candidato presidente classificatosi secondo | Seggio assegnato al candidato presidente classificatosi secondo | 33,49 | 1                          |           |       |    |  |  |
|                                                                 | Donatella Bianchi                                               | 186 860                                                         | 10,75 | Movimento 5 Stelle         | 132 267   | 8,54  | 4  |  |  |
| Polo Progressista di Sinistra & Ecologista                      | Donatella Bianchi                                               | 186 860                                                         | 10,75 | 18 760                     | 1,21      | 1     |    |  |  |
|                                                                 | Sonia Pecorilli                                                 | 16 962                                                          | 0,98  | Partito Comunista Italiano | 10 229    | 0,66  | –  |  |  |
|                                                                 | Rosa Rinaldi                                                    | 15 361                                                          | 0,88  | Unione Popolare            | 10 305    | 0,67  | –  |  |  |
| Totale                                                          | Totale                                                          | 1 737 545                                                       | 100   |                            | 1 548 288 | 100   | 50 |  |  |
|                                                                 |                                                                 |                                                                 |       |                            |           |       |    |  |  |
| Schede bianche                                                  | Schede bianche                                                  | 10 594                                                          | 0,59  |                            |           |       |    |  |  |
| Schede nulle                                                    | Schede nulle                                                    | 34 347                                                          | 1,93  |                            |           |       |    |  |  |
| Votanti                                                         | Votanti                                                         | 1 782 656                                                       | 37,20 |                            |           |       |    |  |  |
| Elettori                                                        | Elettori                                                        | 4 791 612                                                       |       |                            |           |       |    |  |  |
|                                                                 |                                                                 |                                                                 |       |                            |           |       |    |  |  |
| Fonte: Ministero dell'interno                                   |                                                                 |                                                                 |       |                            |           |       |    |  |  |

1. ↑  Lista sostenuta da LI.
2. ↑  Lista sostenuta dal PLI.
3. ↑  Lista sostenuta da AP, DC, DL e IdM.
4. ↑  Lista formata da Az e IV e sostenuta da BD
5. ↑  Lista sostenuta da Art. 1, PRI e POP.
6. ↑  Lista sostenuta da IiC e SCE.
7. ↑  Lista sostenuta da SI e C2050.
8. 1 2  Lista assente nella circoscrizione di Latina.

### Consiglieri eletti
| Collegio  | Lista                   | Lista                               | Eletto              |
| --------- | ----------------------- | ----------------------------------- | ------------------- |
| Lazio     | Presidente eletto       | Presidente eletto                   | Francesco Rocca     |
| Lazio     | Secondo classificato    | Secondo classificato                | Alessio D'Amato     |
| Roma      |                         | Fratelli d'Italia                   | Giancarlo Righini   |
| Roma      | Micol Grasselli         | Fratelli d'Italia                   |                     |
| Roma      | Massimiliano Maselli    | Fratelli d'Italia                   |                     |
| Roma      | Marco Bertucci          | Fratelli d'Italia                   |                     |
| Roma      | Fabrizio Ghera          | Fratelli d'Italia                   |                     |
| Roma      | Emanuela Mari           | Fratelli d'Italia                   |                     |
| Roma      | Edy Palazzi             | Fratelli d'Italia                   |                     |
| Roma      | Antonello Aurigemma     | Fratelli d'Italia                   |                     |
| Roma      | Roberta Angelilli       | Fratelli d'Italia                   |                     |
| Roma      | Laura Corrotti          | Fratelli d'Italia                   |                     |
| Roma      | Marika Rotondi          | Fratelli d'Italia                   |                     |
| Roma      | Flavio Cera             | Fratelli d'Italia                   |                     |
| Roma      | Maria Chiara Iannarelli | Fratelli d'Italia                   |                     |
| Roma      |                         | Partito Democratico                 | Daniele Leodori     |
| Roma      | Eleonora Mattia         | Partito Democratico                 |                     |
| Roma      | Emanuela Droghei        | Partito Democratico                 |                     |
| Roma      | Michela Califano        | Partito Democratico                 |                     |
| Roma      | Massimiliano Valeriani  | Partito Democratico                 |                     |
| Roma      | Mario Ciarla            | Partito Democratico                 |                     |
| Roma      | Rodolfo Lena            | Partito Democratico                 |                     |
| Roma      |                         | Movimento 5 Stelle                  | Donatella Bianchi   |
| Roma      | Marco Colarossi         | Movimento 5 Stelle                  |                     |
| Roma      | Roberta Della Casa      | Movimento 5 Stelle                  |                     |
| Roma      | Valerio Novelli         | Movimento 5 Stelle                  |                     |
| Roma      |                         | Lega                                | Pino Cangemi        |
| Roma      | Laura Cartaginese       | Lega                                |                     |
| Roma      |                         | Forza Italia                        | Fabio Capolei       |
| Roma      | Giorgio Simeoni         | Forza Italia                        |                     |
| Roma      |                         | Azione - Italia Viva                | Marietta Tidei      |
| Roma      | Luciano Nobili          | Azione - Italia Viva                |                     |
| Roma      |                         | Lista D'Amato                       | Marta Bonafoni      |
| Roma      |                         | Lista Rocca                         | Mario Crea          |
| Roma      |                         | Verdi e Sinistra                    | Claudio Marotta     |
| Roma      |                         | Polo Progressista                   | Alessandra Zeppieri |
| Roma      |                         | Unione di Centro - Verde è Popolare | Nazzareno Neri      |
| Frosinone |                         | Fratelli d'Italia                   | Daniele Maura       |
| Frosinone | Alessia Savo            | Fratelli d'Italia                   |                     |
| Frosinone |                         | Partito Democratico                 | Sara Battisti       |
| Latina    |                         | Fratelli d'Italia                   | Enrico Tiero        |
| Latina    | Elena Palazzo           | Fratelli d'Italia                   |                     |
| Latina    | Vittorio Sambucci       | Fratelli d'Italia                   |                     |
| Latina    |                         | Partito Democratico                 | Salvatore La Penna  |
| Latina    |                         | Lega                                | Angelo Tripodi      |
| Latina    |                         | Forza Italia                        | Cosmo Mitrano       |
| Rieti     |                         | Fratelli d'Italia                   | Michele Nicolai     |
| Rieti     | Eleonora Berni          | Fratelli d'Italia                   |                     |
| Viterbo   |                         | Fratelli d'Italia                   | Daniele Sabatini    |
| Viterbo   | Valentina Paterna       | Fratelli d'Italia                   |                     |
| Viterbo   |                         | Partito Democratico                 | Enrico Panunzi      |